# Středokaspická diktatura
Středokaspická diktatura (ázerbájdžánsky Sentrokaspi Diktaturası, rusky Диктатура Центрокаспия) byla krátkodobá protisovětská vláda v Baku vytvořená v chaosu konce první světové války. Režim vytvořily Strana socialistů-revolucionářů (tzv. eseři) a menševické křídlo sociální demokracie. Nahradili jím Bakuskou komunu („vládu 26 komisařů“) tvořenou bolševiky a Arménskou revoluční federací, již svrhli v nekrvavém převratu 26. července 1918. Středokaspická diktatura poté požádala o pomoc Brity, aby zastavili osmansko-azerskou armádu, která na Baku pochodovala. Malá britská jednotka pod velením generála Lionela Dunstervilla skutečně do bojů zasáhla, po boku Arménské revoluční federace se s Osmany střetla v bitvě o Baku. Osmanská armáda v ní zvítězila a 15. září 1918 vstoupila do Baku. To byl také konec Středokapsické diktatury. Následovala evakuace britských sil a útěk velké části arménské populace. Středokaspická vláda odešla do Íránu. Poté, co Osmanská říše podepsala 30. října 1918 mudroské příměří, britská vojska znovu vstoupila do Baku. 15. ledna 1919 uznaly západní mocnosti (tzv. Trojdohoda) nezávislost Ázerbájdžánské demokratické republiky vyhlášené 28. května 1918 v Gjandža a Britové její vládě následně Baku předali.